# Coryphopteris badia
Coryphopteris badia là một loài thực vật có mạch trong họ Thelypteridaceae. Loài này được (Alderw.) Holttum mô tả khoa học đầu tiên năm 1976.